# South America Glacier
Der South America Glacier (englisch für Südamerika-Gletscher) ist ein kleiner Gletscher im ostantarktischen Viktorialand. Er liegt nahe der südwestlichen Ecke der Kukri Hills. Das Eis des Gletschers hängt von einem 2000 m hohen Kliff herab.
Die vom australischen Geologen Thomas Griffith Taylor (1880–1963) geleitete Westgruppe bei der Terra-Nova-Expedition (1910–1913) unter der Leitung des britischen Polarforschers Robert Falcon Scott benannte ihn. Namensgebend ist die Ähnlichkeit der Form des Gletschers zu derjenigen Südamerikas.